# Andrey Fyodorovich Anisov
Andrey Fyodorovich Anisov (tiếng Nga: Андре́й Фёдорович Ани́сов; 1899-1942) là một tướng lĩnh Hồng quân Liên Xô, hàm Thiếu tướng (1940). Hy sinh trong Chiến tranh Vệ quốc Vĩ đại.

## Tiểu sử
Anisov sinh năm 1899 trong một gia đình nông dân người Ukraina.
Ông gia nhập Hồng quân từ năm 1918, tham chiến trong Nội chiến Nga và chiến tranh Nga-Ba Lan. Ông gia nhập RCP (b) từ năm 1921.
Ông tốt nghiệp trường quân sự Kharkov năm 1921. Sau khi tốt nghiệp, ông ở lại phục vụ tại trường, giữ vai trò giáo viên huấn luyện và chỉ huy từ cấp trung đội đến cấp đại đội.
Năm 1928, ông tốt nghiệp Học viện Quân sự Frunze. Từ tháng 8 năm 1928, ông là Tham mưu trưởng Trung đoàn bộ binh 136 thuộc Sư đoàn 46 Bộ binh. Từ tháng 3 năm 1930 ông phục vụ trong Bộ chỉ huy Hồng quân: trợ lý trưởng khu 2, từ năm 1932 đến tháng 1 năm 1935 - trưởng phòng 3 thuộc cục 1 của Tổng cục 1 Hồng quân. Từ tháng 2 năm 1935 - chỉ huy Trung đoàn súng trường số 152 thuộc Sư đoàn súng trường 51 Perekop thuộc Quân khu Ukraina. Từ tháng 8 năm 1938 - trưởng phòng 1 (tác chiến) của bộ chỉ huy Quân khu Zakavkaz. Từ ngày 29 tháng 3 năm 1940 - Trợ lý Cục trưởng Cục Tác chiến Bộ Tổng Tham mưu Hồng quân, từ tháng 11 năm 1940 - Phó Cục trưởng Cục Tác chiến Bộ Tổng Tham mưu Hồng quân, nơi ông tham gia xây dựng kế hoạch tác chiến tập trung và triển khai Lực lượng vũ trang trong trường hợp có chiến tranh. Cụ thể, ông đã tham gia vào việc phát triển các tài liệu cho các hướng Tây Nam và Nam.

## Chiến tranh Vệ quốc vĩ đại
Trong 2 tháng đầu của cuộc Chiến tranh Vệ quốc Vĩ đại, ông vẫn giữ vai trò Cục phó Cục tác chiến. Từ ngày 10 tháng 8 đến ngày 12 tháng 10 năm 1941 - Tham mưu trưởng Phương diện quân Dự bị, tham gia trận Smolensk và Moskva. Từ ngày 1 tháng 4 năm 1942 - Tham mưu trưởng Tập đoàn quân 57 thuộc Phương diện quân Nam. Trong chiến dịch Kharkov vào tháng 5 năm 1942, ông bị quân Đức bao vây và đã tự sát vào ngày 25 tháng 5 năm 1942 để không bị bắt làm tù binh.

## Lược sử quân hàm
- Đại tá (24/12/1935)
- Lữ đoàn trưởng (Комбриг, 16/8/1938)
- Sư đoàn trưởng (Комдив, 5/4/1940)
- Thiếu tướng (4/6/1940)

## Giải thưởng
- Huân chương Chiến tranh Vệ quốc, hạng 1 (05/06/1965, truy phong)
- Huân chương Sao Đỏ (14/06/1940)

## Văn học
- Командный и начальствующий состав Красной Армии в 1940-1941 гг.: Структура и кадры центрального аппарата НКО СССР, военных округов и общевойсковых армий: Документы и материалы / Ed. V. N. Kuzelenkova.
- Соловьев Д. Ю. Все генералы Сталина. Том 2. — М., 2019. — ISBN 9785532106444. — С.18.
- Горьков Ю. А. Кремль. Ставка. Генштаб. — Тверь: «РИФ», 1995. — 381 с. — ISBN 5-85543-014-6.
- «Зимняя война»: работа над ошибками (апрель-май 1940 г.). Материалы комиссий Главного военного совета Красной Армии по обобщению опыта финской кампании. — М.; СПб.: «Летний сад», 2004. — 560 с. — ISBN 5-94381-134-6.